# Tate & Lyle
Tate & Lyle PLC – brytyjskie przedsiębiorstwo branży spożywczej działające na rynku międzynarodowym, specjalizujące się w produkcji dodatków do żywności i innych półproduktów. Spółka notowana jest na giełdzie papierów wartościowych London Stock Exchange i wchodzi w skład indeksu giełdowego FTSE 250. Jej siedziba mieści się w Londynie.
Podstawę działalności przedsiębiorstwa przez wiele lat stanowiła produkcja cukru z trzciny cukrowej. W 2010 roku dział cukrowniczy sprzedany został amerykańskiej spółce American Sugar Refining, Inc., wraz z prawami do korzystania z marki Tate & Lyle Sugars.

## Historia
Spółka Tate & Lyle powstała w 1921 roku z połączenia dwóch zakładów cukrowniczych – Henry Tate & Sons oraz Abram Lyle & Sons. Ten pierwszy założony został w 1869 roku przez Henry'ego Tate'a i jego dwóch synów. Początkowo prowadzili oni działalność w Liverpoolu, a w 1878 roku otworzyli cukrownię w Silvertown, w Londynie. W 1875 roku jako pierwsi na rynku brytyjskim wprowadzili do sprzedaży cukier w kostkach. Cukrownia Abrama Lyle'a z kolei rozpoczęła produkcję w 1883 roku, mieszcząc się nieopodal fabryki Tate'a. Lyle opracował i w 1885 roku wprowadził na rynek oczyszczony syrop cukrowy (golden syrup), będący produktem ubocznym rafinacji cukru. Lyle's Golden Syrup pozostaje w sprzedaży do dziś i odnotowany został w Księdze rekordów Guinnessa jako najdłużej sprzedawany produkt o niezmienionej marce i opakowaniu.
W momencie połączenia zakłady Tate & Lyle produkowały blisko połowę sprzedawanego w Wielkiej Brytanii cukru. W 1935 roku spółka stała się jednym z trzydziestu podmiotów składowych nowo utworzonego indeksu giełdowego FT 30 (jako jedyna z pierwotnych uczestników wciąż na nim pozostaje). Pod koniec lat 40. XX wieku, w dobie nacjonalizacji wielu sektorów brytyjskiej gospodarki, przedsiębiorstwo oparło się planom rządu brytyjskiego, by upaństwowienie objęło także przemysł cukrowniczy.
W latach 60. rozpoczęto dywersyfikację działalności przedsiębiorstwa oraz ekspansję na rynkach zagranicznych. W wyniku szeregu przejęć Tate & Lyle stało się właścicielem zakładów produkujących m.in. melasę, skrobię i kwas cytrynowy. W 1976 roku Tate & Lyle uzyskało patent na produkcję sukralozy, odkrytej we współpracy z naukowcami z Queen Elizabeth College na Uniwersytecie Londyńskim.
W 2010 roku produkcja cukru generowała około ⅓ ogółu przychodów przedsiębiorstwa i oscylowała na granicy nierentowności. Dział cukrowniczy odsprzedany został wówczas amerykańskiemu koncernowi American Sugar Refining, Inc., wraz z prawami do korzystania z marki Tate & Lyle Sugars.

## Działalność
W 2019 roku Tate & Lyle PLC zatrudniało około 4100 pracowników. Biura oraz zakłady produkcyjne i rozwojowo-badawcze przedsiębiorstwa znajdowały się w około 30 krajach. Wielkość przychodów w roku podatkowym 2018/2019 wyniosła 2,8 mld GBP, a zysk operacyjny – 309 mln GBP.
Blisko 70% przychodów pochodziło ze sprzedaży dodatków do żywności i innych składników wykorzystywanych w przemyśle spożywczym, m.in. słodzików, stabilizatorów, zagęszczaczy czy składników odżywczych. Poza sektorem spożywczym Tate & Lyle wytwarza półprodukty m.in. dla przemysłu papierniczego (skrobia), paliwowego (etanol) i chemicznego (środki zakwaszające), a także pasze.